# Diores delesserti
Diores delesserti är en spindelart som beskrevs av Lodovico di Caporiacco 1949. Diores delesserti ingår i släktet Diores och familjen Zodariidae.
Artens utbredningsområde är Kenya. Inga underarter finns listade i Catalogue of Life.